# 雷粲
雷粲，宋朝政治人物。
雷粲曾于1165年接替张昉任华亭县知县一职，1166年由侍其铨接任。